# Puma Swede
Puma Swede (13 de setembre de 1976, com Johanna Jussinniemi a Estocolm, Suècia) és una actriu porno.
Puma va treballar en la venda de computadores fins que es va acostar a ella un fotògraf per persuadir-li que posés per a ell. El 2001, va començar posant en sessions softcore de fotografia només, com Johanna o Puma. El 2004, després de traslladar-se a Torrance, Califòrnia, va començar la seva carrera hardcore i va adoptar el nom de Puma Swede. En últimes dates s'ha tornat una de les models més sol·licitades en la indústria fílmica i llocs web de pornografia hardcore com MILF Lessons i Tug Jobs entre d'altres.